# Open Sud de France 2014
Open Sud de France 2014 — тенісний турнір, що проходив на кортах з твердим покриттям у місті Монпельє, Франція з 3 лютого. Належав до категорії ATP World Tour 250.

## Фінальна частина

### Одиночний розряд
Гаель Монфіс —  Рішар Гаске 6–4, 6–4

### Парний розряд
Микола Давиденко /  Денис Істомін —  Марк Жікель /  Ніколя Маю 6–4, 1–6, [10–7]